# N309 (België)
De N309 is een gewestweg in België tussen Steenbrugge (N50) en Heidelberg (N32). De weg is ongeveer 6 kilometer lang.
De gehele weg bestaat uit totaal 2 rijstroken voor beide richtingen samen.

## Plaatsen langs N309
- Steenbrugge
- Brugge
- Loppem
- Heidelberg